# Tecplot
 (décembre 2022).
Si vous disposez d'ouvrages ou d'articles de référence ou si vous connaissez des sites web de qualité traitant du thème abordé ici, merci de compléter l'article en donnant les références utiles à sa vérifiabilité et en les liant à la section « Notes et références ».
 (décembre 2022).
Tecplot est un outil de visualisation graphique bien adapté[réf. souhaitée] à la simulation numérique de mécanique des fluides (CFD). Ses fonctionnalités sont relativement étendues et son utilisation est particulièrement simple[réf. souhaitée]. Il peut globalement réaliser des visualisations 1D, 2D et 3D à partir de champs issus de maillages structurés ou non. 